# Gudetama
Gudetama, japanska ぐでたま, är en figur, skapad av en japanska leksakstillverkaren Sanrio. Gudetama är en lat äggula som ifrågasätter det mesta och förefaller att vara deprimerad. Gudetama vilar ofta på en äggvita. Gudetama spelar även huvudrollen i en serie kortfilmer.

## Bilder

En leende Gudetama.